# 博爾希夫卡 (科韋利區)
51°3′4″N 25°11′30″E / 51.05111°N 25.19167°E
博爾希夫卡（烏克蘭語：Борщівка），是烏克蘭的村落，位於該國西部沃倫州，由科韋利區負責管轄，始建於1438年，面積0.47平方公里，海拔高度179米，2024年人口103，人口密度每平方公里382.66人。